# 창녕 고곡산성
창녕 고곡산성(昌寧 鼓谷山城)은 대한민국 경상남도 창녕군 남지읍에 있는 산성이다.
1983년 12월 20일 경상남도의 문화재자료 제83호 구진산성으로 지정되었다가, 2018년 12월 20일 현재의 명칭으로 변경되었다.

## 개요
경상남도 창녕군 남지읍 고곡리에 있는 산성으로, 산의 동쪽 6부 능선을 타고 서·남으로 향하면서 타원형을 그리고 있다. 성벽은 돌과 흙을 섞어 쌓았는데, 사다리꼴의 형태를 띠고 있다. 전체적인 형태는 남아있지만, 무너져 내린 부분이 많다.
이 지역이 옛 가야의 영토였다는 점과 성을 쌓은 방법으로 보아 가야 때 쌓은 성으로 추정되며, 조선 선조 25년(1592) 임진왜란 때 망우당 곽재우 장군이 침입한 왜군을 막아내기 위해 다시 쌓았다고 전해진다. 1950년 한국전쟁 때에는 치열한 전투가 벌어진 곳이기도 하다.

## 참고 자료
- 창녕 고곡산성 - 국가유산청 국가유산포털